# شب آهنگی
شب آهنگی نام یک مجموعهٔ شبکه نمایش خانگی با اجرا و کارگردانی حامد آهنگی به تهیه‌کنندگی محمدرضا صابری است. نخستین قسمت از این برنامه، چهارشنبه ۱۱ فروردین ۱۴۰۰ از پلتفرم فیلم‌نت پخش شد و در ۲۶ شهریور ۱۴۰۳ به پایان رسید.

## ساختار برنامه
شب آهنگی همان شوی گفتگو است که انتظارش را دارید. برنامه‌ای با رنگ هیجان و خنده با اجرای حامد آهنگی، و حضور مهمان‌های محبوبی که از دیدن‌شان لذت خواهید برد.
حامد آهنگی بازیگر، مجری و کمدین محبوب که تاکنون دو فصل از این برنامه را کارگردانی و اجرا کرده است، پس از یک سال و نیم وقفه در اجرای شب آهنگی فصل سوم این برنامه را ساخته و اجرا کرده است.

## پخش
نخستین فصل از این برنامه، چهارشنبه ۱۱ فروردین ۱۴۰۰ از پلتفرم فیلم‌نت شروع به پخش شد و در ۲۵ آبان همان سال در ۳۰ قسمت به پایان رسید. پخش فصل دوم، از سه‌شنبه ۲۳ آذر ۱۴۰۰ از پلتفرم فیلم‌نت آغاز گردید و در ۱۴ تیر ۱۴۰۱ در ۳۰ قسمت پایان یافت. فصل سوم نیز از ۵ بهمن ۱۴۰۲ تا ۲۶ شهریور ۱۴۰۳ از پلتفرم فیلم‌نت پخش شد.

## فهرست مهمان‌ها

### فصل اول
| ردیف | تاریخ پخش        | مهمان اصلی        | مهمان اصلی | منبع   | منبع |
| ردیف | تاریخ پخش        | نام               | نگاره      |        |      |
| ---- | ---------------- | ----------------- | ---------- | ------ | ---- |
| ۱    | ۱۱ فروردین ۱۴۰۰  | حمید گودرزی       |            | [ ۷ ]  |      |
| ۲    | ۱۸ فروردین ۱۴۰۰  | مسعود صادقلو      |            | [ ۸ ]  |      |
| ۳    | ۲۵ فروردین ۱۴۰۰  | محمد معتمدی       |            | [ ۹ ]  |      |
| ۴    | ۱ اردیبهشت ۱۴۰۰  | مریم امیرجلالی    |            | [ ۱۰ ] |      |
| ۵    | ۸ اردیبهشت ۱۴۰۰  | علی صادقی         |            | [ ۱۱ ] |      |
| ۶    | ۱۵ اردیبهشت ۱۴۰۰ | بهرنگ علوی        |            | [ ۱۲ ] |      |
| ۷    | ۲۱ اردیبهشت ۱۴۰۰ | پژمان بازغی       |            | [ ۱۳ ] |      |
| ۸    | ۲۸ اردیبهشت ۱۴۰۰ | شقایق دهقان       |            | [ ۱۴ ] |      |
| ۹    | ۴ خرداد ۱۴۰۰     | خداداد عزیزی      |            | [ ۱۵ ] |      |
| ۱۰   | ۱۱ خرداد ۱۴۰۰    | مجید واشقانی      |            | [ ۱۶ ] |      |
| ۱۱   | ۱۸ خرداد ۱۴۰۰    | بیژن بنفشه‌خواه    |            | [ ۱۷ ] |      |
| ۱۲   | ۲۵ خرداد ۱۴۰۰    | مرجانه گلچین      |            | [ ۱۸ ] |      |
| ۱۳   | ۱ تیر ۱۴۰۰       | حامد همایون       |            | [ ۱۹ ] |      |
| ۱۴   | ۸ تیر ۱۴۰۰       | سیدجواد هاشمی     |            | [ ۲۰ ] |      |
| ۱۵   | ۱۵ تیر ۱۴۰۰      | حمید لولایی       |            | [ ۲۱ ] |      |
| ۱۶   | ۲۲ تیر ۱۴۰۰      | فیروز کریمی       |            | [ ۲۲ ] |      |
| ۱۷   | ۲۹ تیر ۱۴۰۰      | فریبا نادری       |            | [ ۲۳ ] |      |
| ۱۸   | ۵ مرداد ۱۴۰۰     | فریدون آسرایی     |            | [ ۲۴ ] |      |
| ۱۹   | ۱۲ مرداد ۱۴۰۰    | یوسف تیموری       |            | [ ۲۵ ] |      |
| ۲۰   | ۱۷ مرداد ۱۴۰۰    | ارشا اقدسی        |            | [ ۲۶ ] |      |
| ۲۱   | ۱۰ شهریور ۱۴۰۰   | شهره لرستانی      |            | [ ۲۷ ] |      |
| ۲۲   | ۱۶ شهریور ۱۴۰۰   | علیرضا خمسه       |            | [ ۲۸ ] |      |
| ۲۳   | ۲۳ شهریور ۱۴۰۰   | امیرعباس گلاب     |            | [ ۲۹ ] |      |
| ۲۴   | ۳۰ شهریور ۱۴۰۰   | رضا شفیعی‌جم       |            | [ ۳۰ ] |      |
| ۲۵   | ۲۱ مهر ۱۴۰۰      | نیما شعبان‌نژاد    |            | [ ۳۱ ] |      |
| ۲۶   | ۲۷ مهر ۱۴۰۰      | شبنم قلی‌خانی      |            | [ ۳۲ ] |      |
| ۲۷   | ۴ آبان ۱۴۰۰      | محمدرضا علیمردانی |            | [ ۳۳ ] |      |
| ۲۸   | ۱۲ آبان ۱۴۰۰     | مریم سعادت        |            | [ ۳۴ ] |      |
| ۲۹   | ۱۹ آبان ۱۴۰۰     | نیما رئیسی        |            | [ ۳۵ ] |      |
| ۳۰   | ۲۵ آبان ۱۴۰۰     | برزو ارجمند       |            | [ ۳۶ ] |      |

### فصل دوم
| ردیف | تاریخ پخش        | مهمان اصلی             | مهمان اصلی | منبع   |
| ردیف | تاریخ پخش        | نام                    | نگاره      |        |
| ---- | ---------------- | ---------------------- | ---------- | ------ |
| ۱    | ۲۳ آذر ۱۴۰۰      | حمید هیراد مصطفی راغب  |            | [ ۳۷ ] |
| ۲    | ۳۰ آذر ۱۴۰۰      | علیرضا بیرانوند        |            | [ ۳۸ ] |
| ۳    | ۷ دی ۱۴۰۰        | آرون افشار             |            | [ ۳۹ ] |
| ۴    | ۱۴ دی ۱۴۰۰       | سیما تیرانداز          |            | [ ۴۰ ] |
| ۵    | ۲۱ دی ۱۴۰۰       | حامد حدادی             |            | [ ۴۱ ] |
| ۶    | ۲۸ دی ۱۴۰۰       | حمید ماهی‌صفت           |            | [ ۴۲ ] |
| ۷    | ۵ بهمن ۱۴۰۰      | نعیمه نظام‌دوست         |            | [ ۴۳ ] |
| ۸    | ۱۲ بهمن ۱۴۰۰     | سالار عقیلی            |            | [ ۴۴ ] |
| ۹    | ۱۹ بهمن ۱۴۰۰     | امیرارسلان مطهری       |            | [ ۴۵ ] |
| ۱۰   | ۲۶ بهمن ۱۴۰۰     | لیلی رشیدی             |            | [ ۴۶ ] |
| ۱۱   | ۳ اسفند ۱۴۰۰     | امین زندگانی           |            | [ ۴۷ ] |
| ۱۲   | ۱۰ اسفند ۱۴۰۰    | فرزاد فرخ              |            | [ ۴۸ ] |
| ۱۳   | ۱۷ اسفند ۱۴۰۰    | سیاوش مفیدی شهاب عباسی |            | [ ۴۹ ] |
| ۱۴   | ۲۴ اسفند ۱۴۰۰    | اصغر سمسارزاده         |            | [ ۵۰ ] |
| ۱۵   | ۲ فروردین ۱۴۰۱   | احسان روزبهانی         |            | [ ۵۱ ] |
| ۱۶   | ۹ فروردین ۱۴۰۱   | سینا شعبانخانی         |            | [ ۵۲ ] |
| ۱۷   | ۱۶ فروردین ۱۴۰۱  | بهاره رهنما            |            | [ ۵۳ ] |
| ۱۸   | ۲۳ فروردین ۱۴۰۱  | سیاوش طهمورث           |            | [ ۵۴ ] |
| ۱۹   | ۳۱ فروردین ۱۴۰۱  | سحر زکریا              |            | [ ۵۵ ] |
| ۲۰   | ۶ اردیبهشت ۱۴۰۱  | علیرضا واحدی نیکبخت    |            | [ ۵۶ ] |
| ۲۱   | ۱۳ اردیبهشت ۱۴۰۱ | علی رهبری آرین بهاری   | بدون نگاره | [ ۵۷ ] |
| ۲۲   | ۲۰ اردیبهشت ۱۴۰۱ | مهدی یغمایی            | بدون نگاره | [ ۵۸ ] |
| ۲۳   | ۲۷ اردیبهشت ۱۴۰۱ | نیما کرمی زینب زارع    | بدون نگاره | [ ۵۹ ] |
| ۲۴   | ۳ خرداد ۱۴۰۱     | شهره سلطانی            |            | [ ۶۰ ] |
| ۲۵   | ۱۰ خرداد ۱۴۰۱    | مجتبی شفیعی            |            | [ ۶۱ ] |
| ۲۶   | ۱۷ خرداد ۱۴۰۱    | وحید شمسایی            |            | [ ۶۲ ] |
| ۲۷   | ۲۴ خرداد ۱۴۰۱    | امیر نوری              |            | [ ۶۳ ] |
| ۲۸   | ۳۱ خرداد ۱۴۰۱    | دنیا مدنی              |            | [ ۶۴ ] |
| ۲۹   | ۷ تیر ۱۴۰۱       | سینا درخشنده           |            | [ ۶۵ ] |
| ۳۰   | ۱۴ تیر ۱۴۰۱      | محمدحسین کنعانی‌زادگان  |            | [ ۶۶ ] |

### فصل سوم
| ردیف | تاریخ پخش        | مهمان اصلی                | مهمان اصلی | منبع   |
| ردیف | تاریخ پخش        | نام                       | نگاره      |        |
| ---- | ---------------- | ------------------------- | ---------- | ------ |
| ۰    | ۵ بهمن ۱۴۰۲      | فرهاد آئیش                |            | [ ۶۷ ] |
| ۱    | ۱۶ بهمن ۱۴۰۲     | داریوش فرضیایی            |            | [ ۶۸ ] |
| ۲    | ۲۳ بهمن ۱۴۰۲     | جواد خیابانی              |            | [ ۶۹ ] |
| ۳    | ۳۰ بهمن ۱۴۰۲     | فاطمه گودرزی              |            | [ ۷۰ ] |
| ۴    | ۷ اسفند ۱۴۰۲     | آصف آریا                  | بدون نگاره | [ ۷۱ ] |
| ۵    | ۱۴ اسفند ۱۴۰۲    | مهران غفوریان             |            | [ ۷۲ ] |
| ۶    | ۲۲ اسفند ۱۴۰۲    | بابک جهانبخش              |            | [ ۷۳ ] |
| ۷    | ۲۸ اسفند ۱۴۰۲    | غلامرضا نیکخواه           |            | [ ۷۴ ] |
| ۸    | ۲ فروردین ۱۴۰۳   | بهمن هاشمی                |            | [ ۷۵ ] |
| ۹    | ۶ فروردین ۱۴۰۳   | زهرا داوودنژاد            |            | [ ۷۶ ] |
| ۱۰   | ۹ فروردین ۱۴۰۳   | عماد طالب‌زاده             | بدون نگاره | [ ۷۷ ] |
| ۱۱   | ۱۶ فروردین ۱۴۰۳  | امیرمهدی ژوله             |            | [ ۷۸ ] |
| ۱۲   | ۲۰ فروردین ۱۴۰۳  | سامان احتشامی             |            | [ ۷۹ ] |
| ۱۳   | ۲۷ فروردین ۱۴۰۳  | مهسا طهماسبی              | بدون نگاره | [ ۸۰ ] |
| ۱۴   | ۳ اردیبهشت ۱۴۰۳  | یوسف صیادی                |            | [ ۸۱ ] |
| ۱۵   | ۱۰ اردیبهشت ۱۴۰۳ | رضا ناجی                  |            | [ ۸۲ ] |
| ۱۶   | ۱۷ اردیبهشت ۱۴۰۳ | میثم ابراهیمی             | بدون نگاره | [ ۸۳ ] |
| ۱۷   | ۲۴ اردیبهشت ۱۴۰۳ | رؤیا میرعلمی              |            | [ ۸۴ ] |
| ۱۸   | ۷ خرداد ۱۴۰۳     | سیروس میمنت               |            | [ ۸۵ ] |
| ۱۹   | ۲۱ خرداد ۱۴۰۳    | امیرحسین رستمی            |            | [ ۸۶ ] |
| ۲۰   | ۲۸ خرداد ۱۴۰۳    | شیدا خلیق                 |            | [ ۸۷ ] |
| ۲۱   | ۴ تیر ۱۴۰۳       | سیامک عباسی امیرعباس گلاب | بدون نگاره | [ ۸۸ ] |
| ۲۲   | ۱۱ تیر ۱۴۰۳      | بهنوش بختیاری             |            | [ ۸۹ ] |
| ۲۳   | ۱ مرداد ۱۴۰۳     | نادر سلیمانی              |            | [ ۹۰ ] |
| ۲۴   | ۸ مرداد ۱۴۰۳     | گروه سون‌بند               |            | [ ۹۱ ] |
| ۲۵   | ۱۵ مرداد ۱۴۰۳    | فرشته کریمی               |            | [ ۹۲ ] |
| ۲۶   | ۲۲ مرداد ۱۴۰۳    | حمید عسکری                |            | [ ۹۳ ] |
| ۲۷   | ۲۹ مرداد ۱۴۰۳    | سمیرا حسن‌پور              |            | [ ۹۴ ] |
| ۲۸   | ۱۹ شهریور ۱۴۰۳   | حسین شریفی                | بدون نگاره | [ ۹۵ ] |
| ۲۹   | ۲۶ شهریور ۱۴۰۳   | الیکا عبدالرزاقی          |            | [ ۹۶ ] |